# VP Records
VP Records je američka neovisna glazbena izdavačka kuća iz New Yorka. Nalazi se u Queensu. Osnovao ju je 1979. jamajčanski glazbeni producent Vincent Chin i njegova supruga Patricia Chin. Ova je diskografska etiketa danas najveća svjetska etiketa i distributer karipske glazbe na svijetu: reggae, dancehall i soca.

## Povijest
Ovo dvoje jamajčanskih Kineza posjedovalo je prodavaonicu Randy's Records u Kingstonu na Jamajci (kao u filmu iz 1978. Rockers) te studio za snimanje glazbe Studio 17. Sredinom 1970-ih, Chini su preselili u New York, gdje su 1975. pokrenuli prodavaonicu nosača zvuka u Brooklynu imena VP Records, gdje su prodavali i distribuirali nosače zvuka (gramofonske ploče, kazete). 1979. su godine premjestili prodavaonicu u queensku Jamaicu. 1993. je godine utemeljena diskografska etiketa nakon uspješnog rada maloprodajne prodavaonice VP. Ime ove diskografske etikete nastalo je od inicijala imena osnivača (Vincent, Patricia).

## Glazbenici
- Alaine
- Alborosie
- Althea Hewitt
- Assassin
- Baby Stoosh
- Beenie Man
- Beres Hammond
- Bounty Killer
- Buju Banton
- Bunji Garlin
- Busy Signal
- Capleton
- Cocoa Tea
- Elephant Man
- Etana
- Freddie McGregor
- Gyptian
- I Wayne
- Jah Cure
- Jamelody
- King Short Shirt
- K-Salaam
- Lady Saw
- Luciano
- Mad Cobra
- Marcia Griffiths
- Mavado
- Mikey Spice
- Morgan Heritage
- Mr. Vegas
- Richie Spice
- Romain Virgo
- Sanchez
- Sean Paul
- Shaggy
- Singing Melody
- T.O.K.
- Tanto Metro & Devonte
- Tanya Stephens
- Tony Matterhorn
- Voice Mail
- Wayne Wonder

## Glazbenici koji su nekad snimali za VP Records
- Dennis Brown
- Garnet Silk
- Machel Montano
- Shabba Ranks
- Super Cat
- Yellowman

## VP Associated Label Group
VP Associated Label Group (kratica VPAL) je podružnica VP Recordsa. Dopušta neovisnim glazbenicima pristup distribucijskim kanalima VP Recordsa, omogućujući im širi raspon.
- VPAL-ova diskografija

## Vanjske poveznice
- Službene stranice
- VP Reggae
- Youtube
- Stranice na Facebooku
- Stranice na Twitteru
- VPAL Facebook
- VPAL Twitter